# Lawrence Butch Morris
Lawrence Douglas Morris (Long Beach, 10 februari 1947 - New York, 29 januari 2013) was een Amerikaanse jazztrompettist, dirigent, componist en improvisatiemuzikant.

## Biografie
Morris studeerde aan het Grove Street College in Oakland en speelde eerst aan de westkust in de bands van Horace Tapscott, Arthur Blythe en Bobby Bradford en later bij Frank Lowe, met wie hij in 1976 op een Europese tournee was. Vervolgens woonde hij een jaar in Parijs, waar hij werkte met Steve Lacy, Frank Wright en Alan Silva. Na zijn terugkeer in de Verenigde Staten, vestigde hij zich in New York. Hij speelde in het loftcircuit, dat tijdens de jaren 1970 als alternatief tot de commercieel gemotiveerde clubs en concerthallen opkwam. Bovendien begon hij een vruchtbaar partnerschap met David Murray, zoals in 1999 op David Murray Big Band Conducted by Lawrence Butch Morris.
Later speelde hij met muzikanten als Bill Frisell, Myra Melford, Wayne Horvitz, John Zorn, Zeena Parkins, Elizabeth Panzer, Christian Marclay, Otomo Yoshihide, Jeanne Lee, Shelley Hirsch, Peter Kowald, Bobby Previte, Frank Köllges en Manfred Schoof. Hij heeft onder andere opgetreden bij het Total Music Meeting en de Berliner Jazztage. Tijdens de jaren 1990 had hij ook gespeeld met A.R. Penck. Soms kwam het ook tot samenwerking met zijn broer, de bassist Wilber Morris, die in 2002 overleed. Tot de laatste band Orchestra SLANG van Morris behoorden onder andere drummer Kenny Wollesen, altsaxofonist Jonathon Haffner en trompettist Kirk Knuffke.

## Compositie en conductie
Morris was ook een productieve componist, die zowel voor solo-instrumenten (piano, spinet) als ook voor grotere ensembles improviserende muziek schreef. Hiervoor ontwikkelde hij het principe van de conductie en de gedirigeerde improvisatie. Daarbij coördineerde en stuurde hij het spel van de muzikanten door een repertoire van ongeveer 20 verschillende handtekens, die hem de mogelijkheid boden om ook geïmproviseerde delen door speciale houdingen van zijn taktstaf aan te roepen. Hij leidde zo verschillende ensembles als het Orchestra della Toscana, het Orquesta Joven de Andalucía, het Visions Festival Ensemble New York, het Aquarius Ensemble en de Big Band Nieuwe Muziek in Nederland. Daarbij bewaakte hij de chronologische procedures en legde hij de klanken deels vast. Morris oriënteerde zich aan gematigde eigentijdse kamermuziek, hechtte waarde aan werkkarakter en ordende dit deels onder het creatieve improvisatievermogen van zijn muzikanten 

## Overlijden
Morris overleed eind januari 2013 op 65-jarige leeftijd in een New Yorks ziekenhuis aan de gevolgen van in augustus 2012 geconstateerde longkanker.